# Walter Tobagi
Walter Tobagi (Spoleto, 18 marzo 1947 – Milano, 28 maggio 1980) è stato un giornalista e scrittore italiano. Fu assassinato in un attentato terroristico perpetrato dalla Brigata XXVIII marzo, gruppo terroristico di estrema sinistra.

## Biografia

### Gioventù
Walter Tobagi nacque il 18 marzo 1947 a San Brizio, una frazione del comune di Spoleto, in Umbria. All'età di otto anni la famiglia si trasferì a Bresso, vicino a Milano. La sua carriera di giornalista cominciò al ginnasio, come redattore del giornale del liceo ginnasio Giuseppe Parini di Milano La Zanzara, reso famoso per un processo provocato da un articolo sull'educazione sessuale.

### Carriera
Dopo il liceo, entrò giovanissimo all'Avanti! di Milano, ma vi rimase solo pochi mesi per poi passare al quotidiano cattolico Avvenire. Il direttore, Leonardo Valente, disse di lui:
Sia all'Avanti! che all'Avvenire si occupò di argomenti diversi, ma andava sempre più definendosi il suo interesse prioritario per i temi sociali, per l'informazione, per la politica e il movimento sindacale, a cui dedicava molta attenzione anche nel suo lavoro «parallelo», quello universitario e di ricercatore. La prima inchiesta ampia pubblicata su Avvenire fu sul movimento studentesco a Milano, quattro puntate di storia, analisi, opinioni sui gruppuscoli e sulle lotte del movimento degli studenti in quegli anni, un'inchiesta che costituì la «base» per un più organico e ampio lavoro pubblicato nel 1970 da Sugar col titolo Storia del movimento studentesco e dei marxisti-leninisti in Italia sul cui frontespizio si leggeva: «Il Movimento studentesco espressione dei ceti medi proletarizzati può essere considerato di fatto una avanguardia proletaria? Dalla prospettiva del Movimento il Partito Comunista va considerato come 'l'ala destra del movimento operaio' oppure "l'ala sinistra della borghesia"? E a sua volta il Movimento Studentesco è "l'ala sinistra del movimento operaio", oppure il nucleo del partito rivoluzionario?».
Ma non trascurò neppure i temi economici realizzando inchieste in diverse puntate sull'industria farmaceutica, la ricerca, la stampa, l'editoria ed altro. In quegli stessi anni si mostrò interessato anche alla politica estera, in particolare all'India, alla Cina, al Medio Oriente, alla Spagna alla vigilia del crollo del franchismo, alla guerriglia nel Ciad, alla crisi economica e politica della Tunisia, alle violazioni dei diritti dell'uomo nella Grecia dei colonnelli, alle prospettive politiche dell'Algeria.
Tuttavia, l'impegno maggiore lo dedicò alle vicende del terrorismo, a cominciare dalla morte di Giangiacomo Feltrinelli e dall'assassinio del commissario Calabresi. Si interessò, inoltre, alle prime iniziative militari delle BR, ai «covi» terroristici scoperti a Milano, al rapporto del questore Allitto Bonanno, alla guerriglia urbana che provocava tumulti e morti per le strade di Milano, organizzata dai gruppuscoli estremisti di Lotta Continua, Potere Operaio, Avanguardia operaia.
Passò poi al Corriere d'Informazione e, nel 1972, al Corriere della Sera, dove poté esprimere pienamente le sue potenzialità di inviato sul fronte del terrorismo e di cronista politico e sindacale.
Come ha raccontato Leonardo Valente,
Questo fu il metodo seguito con scrupolo anche nel suo lavoro di inviato del Corriere della Sera.
Forse fu per il suo voler innanzitutto «capire» che Tobagi è stato ucciso. La pensa così, ad esempio, Giampaolo Pansa, che ha rilevato come:
Al Corriere della Sera seguì sistematicamente tutte le vicende relative agli anni di piombo: dai tempi degli autoriduttori che disturbavano le Feste dell'Unità agli episodi di sangue più efferati che ebbero come protagonisti le Br, Prima Linea e le altre bande armate. Analizzando le vicende luttuose del terrorismo risaliva alle origini di Potere Operaio, con la galassia delle storie politiche e individuali sfociate in mille gruppi, di cui molti approdati alle bande armate.
In Vivere e morire da giudice a Milano Walter raccontò la storia di Emilio Alessandrini, sostituto procuratore della Repubblica, assassinato a 36 anni da Prima Linea in un agguato: un magistrato che si era particolarmente distinto nelle indagini sui gruppi estremisti di destra e, successivamente, su quelli terroristi di sinistra. Anche Alessandrini era un «personaggio simbolo». Scrisse Tobagi: «Alessandrini rappresentava quella fascia di giudici progressisti ma intransigenti, né falchi chiacchieroni né colombe arrendevoli». Osservò inoltre che i terroristi prendevano di mira soprattutto i riformisti, condividendo il giudizio che lo stesso Alessandrini aveva espresso in un'intervista all'Avanti!: «Non è un caso che le azioni dei brigatisti siano rivolte non tanto a uomini di destra, ma ai progressisti. Il loro obiettivo è intuibilissimo: arrivare allo scontro nel più breve tempo possibile, togliendo di mezzo quel cuscinetto riformista che, in qualche misura, garantisce la sopravvivenza di questo tipo di società». Un giudizio che doveva trovare una tragica conferma proprio con la uccisione di Tobagi.
Negli ultimi articoli intensificò le analisi su certe realtà urbane a Milano, a Genova, a Torino («Come e perché un 'laboratorio del terrorismo' si è trapiantato nel vecchio borgo del Ticinese», «Vogliono i morti per sembrare vivi», «Bilancio di 10 miliardi all'anno per mille esecutori clandestini», ecc.). Non trascurò il fenomeno del pentitismo, con tutti gli aspetti anche negativi, e studiò il terrorista nella clandestinità, («C'è una regola dei due anni, termine ultimo oltre il quale non resiste il Br clandestino»). E siamo dunque a uno dei suoi ultimi articoli sul terrorismo, un testo che è stato ripubblicato molte volte perché considerato uno dei più significativi sin dal titolo: «Non sono samurai invincibili».
Tobagi sfatò tanti luoghi comuni sulle BR e gli altri gruppi armati, denunciando, ancora una volta, i pericoli di un radicamento del fenomeno terroristico nelle fabbriche e negli altri luoghi di lavoro, come molti segnali gli avevano indicato. Scrisse, ad esempio:
Le sue opinioni risultano confermate anche in un'altra significativa intervista al figlio di Carlo Casalegno, Andrea. In quell'intervista, concessa un mese prima dell'uccisione di Tobagi, Casalegno disse: «Non sento la benché minima traccia di odio, né provo alcun perdono cristiano. Sento l'offesa come nel momento in cui è avvenuta». L'intervistatore chiese se riteneva giusto denunciare i «compagni di lotta». E Andrea Casalegno rispose senza reticenze: «La denuncia è importante e va fatta se serve a evitare atti futuri gravi. È un dovere, perché è assolutamente necessario impedire che vittime innocenti cadano ancora».
La sera prima di essere assassinato, Walter Tobagi presiedeva un incontro al Circolo della stampa di Milano. Si discuteva del «caso Isman» e dunque della libertà di stampa, della responsabilità del giornalista di fronte all'offensiva delle bande terroristiche. Il dibattito fu piuttosto agitato e l'inviato del Corriere fu fatto oggetto di ripetute aggressioni verbali, cosa non nuova, del resto, come ha raccontato il suo collega ed amico Gianluigi Da Rold:
A un certo punto, durante quel dibattito, Tobagi, riferendosi alla lunga serie di attentati terroristici, disse: «Chissà a chi toccherà la prossima volta». Dieci ore più tardi era caduto sull'asfalto sotto i colpi dei suoi assassini, lasciando la moglie, Maristella, e due figli, Luca e Benedetta.

### L'assassinio
Tobagi venne ucciso a Milano in via Salaino, alle ore 11 del 28 maggio 1980, con cinque colpi di pistola esplosi da un "commando" di terroristi di sinistra facenti capo alla Brigata XXVIII marzo (Marco Barbone, Paolo Morandini, Mario Marano, Francesco Giordano, Daniele Laus e Manfredi De Stefano), buona parte dei quali figli di famiglie della borghesia milanese. Due membri del commando in particolare appartengono all'ambiente giornalistico: sono Marco Barbone, figlio di Donato Barbone, dirigente editoriale della casa editrice Sansoni (di proprietà del gruppo RCS), e Paolo Morandini, figlio del critico cinematografico Morando Morandini del quotidiano Il Giorno.
A sparare furono Mario Marano e Marco Barbone. È quest'ultimo a dargli quello che nelle sue intenzioni avrebbe dovuto essere il colpo di grazia: quando Tobagi era ormai accasciato a terra, il terrorista gli si avvicinò e gli esplose un colpo dietro l'orecchio sinistro. In realtà, da come risulta dall'autopsia, il colpo mortale fu il secondo esploso dai due assassini, che colpendo il cuore causò la morte del giornalista.

## Il processo
Nel giro di pochi mesi dall'omicidio, le indagini di carabinieri e magistratura portarono all'identificazione degli assassini, ed in particolare a quella del leader della neonata Brigata XXVIII marzo, lo stesso Marco Barbone che, subito dopo il suo arresto, il 25 settembre 1980, decise di collaborare con gli inquirenti e grazie alle sue rivelazioni l'intera Brigata XXVIII marzo fu smantellata e furono incarcerati più di un centinaio di sospetti terroristi di sinistra, con cui Barbone era entrato in contatto durante la sua militanza terroristica.
Le 102 udienze di quello che fu un maxi-processo all'area sovversiva di sinistra iniziarono il 1º marzo 1983 e terminarono 28 novembre dello stesso anno. La sentenza suscitò molte polemiche poiché il giudice Cusumano, interpretando la legge sui pentiti in modo difforme rispetto al tribunale di Roma (dove furono irrogate comunque pene ad oltre vent'anni di carcere ai terroristi pentiti delle Unità comuniste combattenti), concesse a Marco Barbone, Mario Ferrandi, Umberto Mazzola, Paolo Morandini, Pio Pugliese e Rocco Ricciardi «il beneficio della libertà provvisoria ordinandone l'immediata scarcerazione se non detenuti per altra causa», mentre agli altri membri della XXVIII marzo, De Stefano, Giordano e Laus, furono inflitti trent'anni di carcere.
Le indagini non hanno chiarito il ruolo svolto dalla fidanzata di Marco Barbone, Caterina Rosenzweig, appartenente ad una ricca famiglia milanese, figlia dell'affarista Gianni e della preside Paola Sereni. Nel 1978, cioè ben due anni prima dell'omicidio, Caterina Rosenzweig aveva lungamente pedinato Tobagi, che era anche suo docente di storia moderna all'Università Statale di Milano. Anche se nel settembre 1980 viene arrestata insieme con gli altri, Caterina verrà assolta per insufficienza di prove, nonostante nel corso del processo venga accertato che il gruppo di terroristi si riuniva a casa sua in via Solferino, a poca distanza dagli uffici dove lavorava Tobagi. Dopo il processo si trasferirà in Brasile, nazione in cui già aveva vissuto in quanto sede degli affari del padre, fino a far perdere le proprie tracce. In base alle informazioni raccolte da un praticante della scuola di giornalismo Walter Tobagi la Rosenzweig risulta vivere a Milano da circa trent'anni.
Discussa fu la scelta da parte della magistratura di imbastire un processo con oltre 150 imputati e relativo non soltanto all'assassinio Tobagi ma a tutta l'area della sovversione di sinistra. Ciò, a detta di Ugo Finetti, segretario provinciale del PSI, ha fatto apparire il dibattimento come "un processo che sulla carta dovrebbe andare in scena perché si parli poco e male della vittima e con gli assassini più che altro messi sul banco non degli imputati, bensì degli accusatori, perché la sceneggiatura prevede che il centro dell'attenzione processuale riguardi altri fatti e altre persone". Fu infatti scelto come referente privilegiato Marco Barbone, il quale, pentitosi subito dopo l'arresto, cominciò a fornire una notevole mole d'informazioni sugli ambienti della "lotta armata". Tale scelta appare irrituale se si considera che il generale Carlo Alberto dalla Chiesa in un'intervista a Panorama pubblicata il 22 settembre 1980 (tre giorni prima dell'arresto del terrorista), fa cenno all'assassinio di Tobagi e alla Brigata XXVIII marzo e parla di aver « [...] usato la stessa tecnica adottata a Torino nel '74-75 per la cattura di Renato Curcio: massima riservatezza, conoscenza anche culturale dell'avversario, infiltrazione». Ossia, le forze dell'ordine e la magistratura potevano già disporre di una serie d'informazioni relative al gruppo terroristico e al delitto. Nonostante ciò, come già detto, durante il dibattimento ci si basò sulle dichiarazioni di Barbone, il quale non fu arrestato come sospetto per l'omicidio ma con i seguenti capi d'accusa: appartenenza alle FCC, a Guerriglia rossa e partecipazione alla rapina ai Vigili urbani di via Colletta. Nella stessa intervista il generale afferma che vi sono sostenitori della Brigata XXVIII marzo tra i giornalisti. Altra stranezza è la insolita uniformità di punti di vista tra PM e difesa di Barbone e la contrapposizione, altrettanto insolita, tra accusa e parte civile, la quale si vide rifiutare ogni istanza tesa a chiarire le dinamiche del delitto e le circostanze che portarono Barbone a pentirsi.
Nel documento di rivendicazione del delitto i terroristi sembrano essere a conoscenza dei fenomeni legati al mondo della stampa e a particolari relativi alla vita professionale di Tobagi; del giornalista scrissero «preso il volo dal comitato di redazione del Corsera dal 1974, si è subito posto come dirigente capace di ricomporre le grosse contraddizioni politiche esistenti fra le varie correnti», ma Gianluigi Da Rold si chiede: «Come fanno a sapere che Walter Tobagi fece parte del comitato di redazione del Corsera (termine usato solo all'interno di via Solferino) quale rappresentante sindacale del «Corriere d'informazione» anche se per poco tempo [due mesi, ndr], nel 1974?». Il comitato di redazione del Corsera non è da confondere con l'omologo del Corriere della Sera; vi si riunivano i rappresentanti delle redazioni di tutti i quotidiani e periodici allora collegati alla testata milanese. Nel testo, quindi, si cita un fatto molto particolare, ma Barbone, durante il dibattimento, afferma di essersi confuso: riprendendo un articolo di Ikon, ci si sarebbe sbagliati e scritto 1974 anziché 1977, l'anno in cui Tobagi entrò effettivamente a far parte del comitato di redazione del quotidiano. Ma, come detto, il comitato di redazione del Corriere della sera è cosa diversa da quello del Corsera e appare strano che, laddove l'autore del testo (o gli autori, stando alla versione fornita da Barone) appare consapevole della differenza, nella sua dichiarazione al processo dimostra di non averla ben presente, affermando di essersi semplicemente confuso sulla data di ingresso di Tobagi nel comitato di redazione del «Corriere della sera».
Altra incongruenza nelle dichiarazioni di Barbone è quella relativa al suo pedinamento del giornalista la notte del 27 maggio, il giorno prima del delitto. Nel mese di maggio del 1980, la vittima si assentò spesso da Milano per seguire la campagna elettorale per le amministrative, e tornava solo la domenica. Il 27, un mercoledì, eccezionalmente era presente al "Circolo della stampa" di Milano (dove fu oggetto, come riferiscono i testimoni, di attacchi verbali). Il terrorista, successivamente, affermò di aver girato con l'auto attorno alla sede dell'associazione «per rintracciare eventualmente quella del Tobagi e avere conferma che ci fosse, ma senza averla vista, me ne andai subito. La mattina successiva, quindi, agimmo». Se la presenza dell'auto presso il circolo era un fatto secondario rispetto alla messa in pratica del disegno criminoso, allora perché Barbone decise di pedinare Tobagi e soprattutto, come seppe della sua presenza a Milano?.

### Condanne e pene degli assassini
Al processo del 1983 vennero emesse le condanne contro i componenti del commando della Brigata XXVIII marzo:
- Marco Barbone, il leader del gruppo terrorista, che esplose probabilmente il colpo mortale, fu condannato nel 1983 a soli 8 anni e nove mesi, poiché divenuto immediatamente collaboratore di giustizia, ed ebbe subito la libertà provvisoria, dopo tre anni di carcere scontati (uscì dopo la sentenza).
- Paolo Morandini (figlio di Morando), anche lui immediatamente "pentito", ebbe la medesima condanna di Barbone.
- Mario Marano (Milano, 1953), che sparò il primo colpo, confessò e fu condannato a 20 anni e 4 mesi, ridotti per la sua collaborazione, a 12 anni in appello (poi 10 con un condono). Fu condannato anche a undici anni nel processo alle Unità Comuniste Combattenti e a tre anni e mezzo nel processo a Prima Linea, per un totale di circa 24 anni.[16][17] Scontò la pena ai domiciliari a partire dal 1986, venendo scarcerato ufficialmente negli anni novanta.
- Manfredi De Stefano (Salerno, 23 maggio 1957), condannato a 28 anni e otto mesi, morì in carcere nel 1984, colpito da aneurisma.
- Daniele Laus, l'autista del commando, confessò ma poi ritrattò e aggredì con un punteruolo il giudice istruttore. Condannato a 27 anni e otto mesi, in secondo grado ebbe sedici anni. Dal dicembre 1985 fu rimesso in libertà provvisoria.
- Francesco Giordano, che fece la copertura del gruppo di fuoco, non volle ammettere la partecipazione né collaborare, anche se condannò l'esperienza del terrorismo e la sua affiliazione al gruppo. Fu condannato a 30 anni e otto mesi, in appello divenuti 21. Fu l'unico che scontò l'intera pena: uscì di prigione nel 2004. Fu condannato anche a 13 anni nel processo alle Unità Comuniste Combattenti. Giordano sostenne di essere stato torturato da polizia e carabinieri nel 1980, dopo il suo arresto.[18]

## La memoria
- Tobagi teneva un diario, ma la discrezione di una famiglia simile a lui lo ha sottratto all'invadenza dei mass media. Come ha scritto Gaspare Barbiellini Amidei, però, «sarebbe un giorno lezione civile poterlo leggere sui banchi della scuola. Molti ragazzi dicono di voler fare da grandi i giornalisti. Lo diventino come lui fu»
- Leo Valiani gli rese omaggio con queste parole:[19]

- In via Salaino, a Milano, all'angolo con via Solari, nei pressi del luogo dell'omicidio, il 28 maggio 2005 è stata posta una targa in sua memoria dalla giunta comunale di Milano, accogliendo la richiesta dell'Associazione Lombarda Giornalisti, di cui Tobagi era presidente, e dell'Ordine del giornalisti della Lombardia, ha deciso di ricordarlo nel venticinquesimo anniversario della morte. Nella targa è riportato un passo di una lettera che Tobagi scrisse nel dicembre del 1978 alla moglie:

- A Walter Tobagi è stata dedicata una via a Roma, Milano, Lodi, Peschiera Borromeo (MI), Sordio (LO), Arese (MI), Tribiano (MI), Pioltello (MI), Magenta (MI), Bettola di Pozzo d'Adda (MI), Travedona Monate (VA), Prato (PO), Spoleto (PG), Piombino (LI), Pisa, San Donaci (BR), Legnaro (PD), Limena (PD), Monteiasi (TA) Cosenza, Modena, Sassuolo (MO), Manerbio (BS), Ornago (MB), Bolzano, Bergamo, Capolona (AR), Curno (BG), Almenno San Bartolomeo (BG), Calcinate (BG), Montespertoli (FI), Latina, Montale (PT), Taviano (LE), Tromello e Battuda (PV), L'Aquila, Guastalla (RE), Lusciano (CE), Siderno (RC), Savona, Vigolzone (PC), Concesio (BS), Monreale (PA), Petilia Policastro (KR), Fermo (FM), il lungomare a Borghetto Santo Spirito (SV), Abbiategrasso (MI). A Limbiate (MB), Cadoneghe (PD), Carpegna (PU), Motta di Livenza (TV) e San Biagio di Callalta (TV) è stata dedicata a Walter Tobagi una piazza; a Cusano Milanino (MI) la Sala Consiliare Municipale; a Bormio (SO) un busto sul lungofiume Frodolfo; un parco pubblico a Bologna, il presidio sanitario territoriale dell'ASL di Avellino situato a Montoro[20].
- La scuola dell'infanzia di Cerro Maggiore (MI), comune dove il giornalista ha trovato sepoltura,[21] è intitolata alla sua memoria[22]
- Il 23 gennaio 2008, in una puntata speciale di Ballarò trasmesso da Rai 3, il giornalista Giovanni Floris intervistò Benedetta, figlia di Walter, che aveva tre anni quando il padre venne ucciso. Benedetta Tobagi, che oggi collabora con la Repubblica, ha ricostruito la vita del padre in un libro "Come mi batte forte il tuo cuore"[23]
- A lui è dedicata la Scuola di giornalismo dell'Università degli studi di Milano, sede di Sesto Marelli

## Opere
Nel corso della sua breve vita, Walter Tobagi ha pubblicato sette libri:
- Storia del movimento studentesco e dei marxisti-leninisti in Italia (1970, Sugar editore). È il primo libro di Tobagi, ventitreenne, scritto elaborando e arricchendo inchieste già pubblicate sui quotidiani.
- Gli anni del manganello, Fratelli Fabbri Editori, 1973. È un libro-inchiesta, in cui Tobagi racconta l'Italia del periodo 1922-1926: gli anni in cui il fascismo impone la legge della violenza come legge di Stato.
- La fondazione della politica salariale della CGIL, Annali della Fondazione Giangiacomo Feltrinelli, 1974.
- I cattolici e l'unità sindacale, Esi[24], 1976. È un libro-antologia di scritti e discorsi di Achille Grandi (1944-1946). Una più ampia biografia del sindacalista cattolico, insieme a una serie di saggi di altri autori, venne curata da Tobagi in un nuovo libro, pubblicato da Il Mulino (Achille Grandi, sindacalismo cattolico e democrazia sindacale).
- La rivoluzione impossibile, Il Saggiatore, 1978.
- Il sindacato riformista, Sugarco, 1979. Raccolta di alcuni saggi originali, legati a temi storici e d'attualità.
- (postumo) Che cosa contano i sindacati, Rizzoli, 1980. Il libro metteva a nudo gli errori, le contraddizioni, i limiti del sindacato degli anni settanta.

Oltre ai libri, Walter Tobagi pubblicò un saggio su Mario Borsa giornalista liberale in «Problemi dell'informazione», luglio-settembre 1976.

Nel 1978 fondò la «Lega per la libertà dell'informazione» insieme a Bruno Pellegrino.
Nel 1979 insieme con Giorgio Bocca, pubblicò Vita di giornalista (Laterza) e Il Psi dal centro sinistra all'autunno caldo in Storia del partito socialista (Marsilio editori).

## Film su Walter Tobagi
- Una fredda mattina di maggio (1990), regia di Vittorio Sindoni: pellicola liberamente ispirata alle vicende dell'omicidio del giornalista,[25] con nomi cambiati per esigenze narrative; il personaggio basato su Tobagi è interpretato da Sergio Castellitto.

## Approfondimenti giornalistici in TV
Alla figura di Walter Tobagi e alle vicende relative al suo assassinio sono state dedicate le seguenti trasmissioni televisive:
- Speciale Walter Tobagi programma ideato e condotto da Claudio Martelli,[26] andato in onda il 15 settembre 2004 alle ore 22:45 su Canale 5[26], con un'intervista a Marco Barbone[26]
- Speciale Ballarò: puntata speciale trasmessa il 23 gennaio 2008 alle ore 21:05 su Rai Tre,[27] dedicata a tre illustri vittime del terrorismo di sinistra (Luigi Calabresi, Walter Tobagi ed Emilio Alessandrini) con ospiti in studio i rispettivi figli (Mario Calabresi, Benedetta Tobagi e Marco Alessandrini);[28] ispirata alla pièce teatrale tratta dal libro Spingendo la notte più in là di Mario Calabresi
- La storia siamo noi, puntata del programma di Giovanni Minoli che ricostruisce la biografia di Tobagi[29]
- Walter Tobagi. Giornalista, puntata del programma Speciale LA7, ideato e condotto da Antonello Piroso, andata in onda su LA7 il 4 settembre 2009[30]
- InTempoReale, puntata speciale del 1º giugno 2010, interamente dedicata a Walter Tobagi, del programma in syndication (Canale 10, Telegenova e Telereporter Milano) curato e condotto da Maurizio Decollanz; con tre ospiti: il giornalista Renzo Magosso, Roberto Della Rocca, al tempo presidente dell'Associazione italiana vittime del terrorismo, e il magistrato Pier Luigi Vigna[31]